# Wereldbeker veldrijden 1995-1996
Het 3e Wereldbekerseizoen werd gereden in 1995-1996. De winnaar werd de Italiaan Luca Bramati. Het seizoen begon in het Zwitserse Wangen op 15 oktober en eindigde op 21 januari in Pontchâteau. Het seizoen telde dit jaar in totaal 7 crossen.
De wereldbeker bestond uit de volgende categorie:
- Mannen elite

## Mannen elite

### Kalender en podia
| Datum      | Locatie              | Eerste          | Tweede              | Derde          |
| ---------- | -------------------- | --------------- | ------------------- | -------------- |
| 15/10/1995 | Wangen               | Luca Bramati    | Richard Groenendaal | Dieter Runkel  |
| 29/10/1995 | Heerlen              | Luca Bramati    | Richard Groenendaal | Jérôme Chiotti |
| 12/11/1995 | Variano di Basiliano | Luca Bramati    | Wim de Vos          | Beat Wabel     |
| 02/12/1995 | Praag                | Dieter Runkel   | Daniele Pontoni     | Jiri Pospisil  |
| 10/12/1995 | Igorre               | Daniele Pontoni | Luca Bramati        | Jiri Pospisil  |
| 28/12/1995 | Azencross, Loenhout  | Paul Herygers   | Richard Groenendaal | Luca Bramati   |
| 21/01/1996 | Pontchâteau          | Paul Herygers   | Richard Groenendaal | Luca Bramati   |

### Eindklassement
| Pos. | Renner              | Punten |
| ---- | ------------------- | ------ |
| 1    | Luca Bramati        | 100    |
| 2    | Richard Groenendaal | 83     |
| 3    | Beat Wabel          | 63     |
| 4    | Dieter Runkel       | 57     |
| 5    | Daniele Pontoni     | 56     |
| 6    | Adrie van der Poel  | 54     |
| 7    | Erwin Vervecken     | 49     |
| 8    | Wim de Vos          | 46     |
| 9    | Radomír Šimůnek     | 46     |
| 10   | Jérôme Chiotti      | 43     |

### Uitslagen
| #  | Naam                | Tijd     |
| -- | ------------------- | -------- |
| 1  | Luca Bramati        | onbekend |
| 2  | Richard Groenendaal |          |
| 3  | Dieter Runkel       |          |
| 4  | Jérôme Chiotti      |          |
| 5  | Wim de Vos          |          |
| 6  | Marc Janssens       |          |
| 7  | Adrie van der Poel  |          |
| 8  | Peter Van Santvliet |          |
| 9  | Beat Wabel          |          |
| 10 | Erwin Vervecken     |          |

| #  | Naam                | Tijd     |
| -- | ------------------- | -------- |
| 1  | Luca Bramati        | onbekend |
| 2  | Richard Groenendaal |          |
| 3  | Jérôme Chiotti      |          |
| 4  | Dieter Runkel       |          |
| 5  | Beat Wabel          |          |
| 6  | Erwin Vervecken     |          |
| 7  | Peter Van Santvliet |          |
| 8  | Paul Herygers       |          |
| 9  | Radomír Šimůnek     |          |
| 10 | Wim de Vos          |          |

| #  | Naam                | Tijd     |
| -- | ------------------- | -------- |
| 1  | Luca Bramati        | onbekend |
| 2  | Wim de Vos          |          |
| 3  | Beat Wabel          |          |
| 4  | Radomír Šimůnek     |          |
| 5  | Richard Groenendaal |          |
| 6  | Paul Herygers       |          |
| 7  | Erwin Vervecken     |          |
| 8  | Ondrej Lukes        |          |
| 9  | Peter Van Santvliet |          |
| 10 | Urs Markwalder      |          |

| #  | Naam                | Tijd     |
| -- | ------------------- | -------- |
| 1  | Dieter Runkel       | onbekend |
| 2  | Daniele Pontoni     |          |
| 3  | Jiri Pospisil       |          |
| 4  | Luca Bramati        |          |
| 5  | Beat Wabel          |          |
| 6  | Radomír Šimůnek     |          |
| 7  | Richard Groenendaal |          |
| 8  | Thomas Frischknecht |          |
| 9  | Dominique Arnould   |          |
| 10 | Marc Janssens       |          |

| #  | Naam                | Tijd     |
| -- | ------------------- | -------- |
| 1  | Daniele Pontoni     | onbekend |
| 2  | Luca Bramati        |          |
| 3  | Jiri Pospisil       |          |
| 4  | Dieter Runkel       |          |
| 5  | Richard Groenendaal |          |
| 6  | Ondrej Lukes        |          |
| 7  | Peter Van Santvliet |          |
| 8  | Urs Markwalder      |          |
| 9  | Marc Janssens       |          |
| 10 | Beat Wabel          |          |

| #  | Naam                | Tijd     |
| -- | ------------------- | -------- |
| 1  | Paul Herygers       | onbekend |
| 2  | Richard Groenendaal |          |
| 3  | Luca Bramati        |          |
| 4  | Erwin Vervecken     |          |
| 5  | Adrie van der Poel  |          |
| 6  | Radomír Šimůnek     |          |
| 7  | Wim de Vos          |          |
| 8  | Dominique Arnould   |          |
| 9  | David Willemsens    |          |
| 10 | Beat Wabel          |          |

| Wereldbeker #7 Pontchâteau \| # \| Naam \| Tijd \| \| -- \| ------------------- \| -------- \| \| 1 \| Paul Herygers \| onbekend \| \| 2 \| Richard Groenendaal \| \| \| 3 \| Luca Bramati \| \| \| 4 \| Erwin Vervecken \| \| \| 5 \| Adrie van der Poel \| \| \| 6 \| Radomír Šimůnek \| \| \| 7 \| Wim de Vos \| \| \| 8 \| Dominique Arnould \| \| \| 9 \| David Willemsens \| \| \| 10 \| Beat Wabel \| \| |                     |          |
| # | Naam                | Tijd     |
| 1 | Paul Herygers       | onbekend |
| 2 | Richard Groenendaal |          |
| 3 | Luca Bramati        |          |
| 4 | Erwin Vervecken     |          |
| 5 | Adrie van der Poel  |          |
| 6 | Radomír Šimůnek     |          |
| 7 | Wim de Vos          |          |
| 8 | Dominique Arnould   |          |
| 9 | David Willemsens    |          |
| 10 | Beat Wabel          |          |

Kampioenschappen:  Wereldkampioenschappen · 
 Belgische kampioenschappen · 
 Nederlandse kampioenschappen
Klassementen:  Wereldbeker · 
 Superprestige · 
 GvA Trofee · 
 Challenge national
1993-1994 · 1994-1995 · 1995-1996 · 1996-1997 · 1997-1998 · 1998-1999 · 1999-2000 · 2000-2001 · 2001-2002 · 2002-2003 · 2003-2004 · 2004-2005 · 2005-2006 · 2006-2007 · 2007-2008 · 2008-2009 · 2009-2010 · 2010-2011 · 2011-2012 · 2012-2013 · 2013-2014 · 2014-2015 · 2015-2016 · 2016-2017 · 2017-2018 · 2018-2019 · 2019-2020 · 2020-2021 · 2021-2022 · 2022-2023 · 2023-2024 · 2024-2025